# Capitalismo rosa
Il capitalismo rosa (a volte chiamato anche capitalismo arcobaleno o capitalismo gay) è un termine utilizzato, da una prospettiva critica, per designare l'incorporazione, nel capitalismo e nell'economia di mercato, dei discorsi del movimento LGBTIQ e la diversità sessuale, incentrati soprattutto sul modello di uomo gay, cisgenere, occidentale, bianco e di classe media o alta.
Consiste nell'ottenimento di maggiori benefici all'incorporare al consumo settori della popolazione tradizionalmente discriminata, ma che hanno acquistato un sufficiente potere d'acquisto, denominato denaro rosa, per generare un mercato specifico di beni e servizi focalizzati sulla comunità gay, come bar e discoteche, turismo omosessuale o consumo culturale specializzato.
Sebbene la configurazione di spazi per il consumo LGBTI possa essere visto come una opportunità per l'omosocializzazione, il fatto di definire modelli di consumo provoca una assimilazione della diversità sessuale a modelli sessuali accettati socialmente, come la monogamia, l'interesse per la moda dominante o la definizione di estetiche corporali fissate in base a canoni pubblicitari.

## Contesto storico
Sebbene le prove storiche dimostrino che la diversità delle sessualità è sempre esistita, si possono distinguere diversi periodi nello sviluppo delle aziende mirate alla comunità LGBT che hanno contribuito alla costruzione di diverse identità sessuali.. La creazione di aziende che si rivolgevano alla comunità LGBT corrispose all'inizio della prima spinta per i diritti LGBT. Questo primo movimento LGBT fu attaccato tra la prima e la seconda guerra mondiale, durante l'ascesa del fascismo in Europa. 
Negli Stati Uniti, il marketing rivolto agli americani gay iniziò nelle comunità gay "underground" alla fine del XIX secolo, dopo che l'urbanizzazione permise a queste comunità di riunirsi. I venditori spesso non erano a conoscenza del fatto che una comunità che servivano fosse associata al movimento gay, sebbene molti bagni pubblici, bordelli e bar fossero talvolta gestiti per la comunità gay. Il trasferimento degli uomini arruolati durante e dopo la seconda guerra mondiale permise la formazione di quartieri gay, emersero periodici LGBT e la sentenza della Corte Suprema del 1958 One, Inc. contro Olesen legalizzò materiali che contenevano discussioni sull'omosessualità. Le rivolte di Stonewall cambiarono la percezione della comunità gay nel 1969 ed essa fu riconosciuta come un mercato economico legittimo negli anni '70. Il marketing rivolto alla comunità gay fu complicato dalla pandemia di AIDS negli anni '80, ma aumentò ulteriormente la consapevolezza della comunità stessa. 

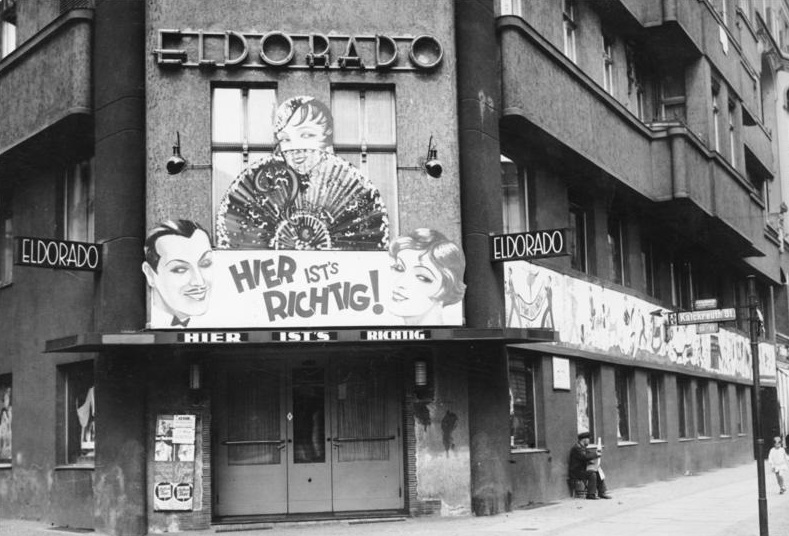
LGBT Club Eldorado a Berlino negli anni '20

Il movimento gay ha portato a una risposta sociale negativa, in parte guidata dalla pandemia di HIV/AIDS, che a sua volta ha portato allo sviluppo del movimento LGBT da parte di gruppi gay discriminati. Durante gli anni '90, la discriminazione della comunità LGBT è diminuita, ampliando l'accesso delle persone LGBT a lavori precedentemente eteronormativi. Ciò ha portato a un aumento del potere d'acquisto per la comunità LGBT, o alla creazione di "denaro rosa". Gli omosessuali in particolare rappresentavano una grande porzione di questo potere d'acquisto. La tendenza è strettamente correlata a quella dei Dink, coppie con due redditi e senza figli. 

## Meccanismi

### Accettazione sociale

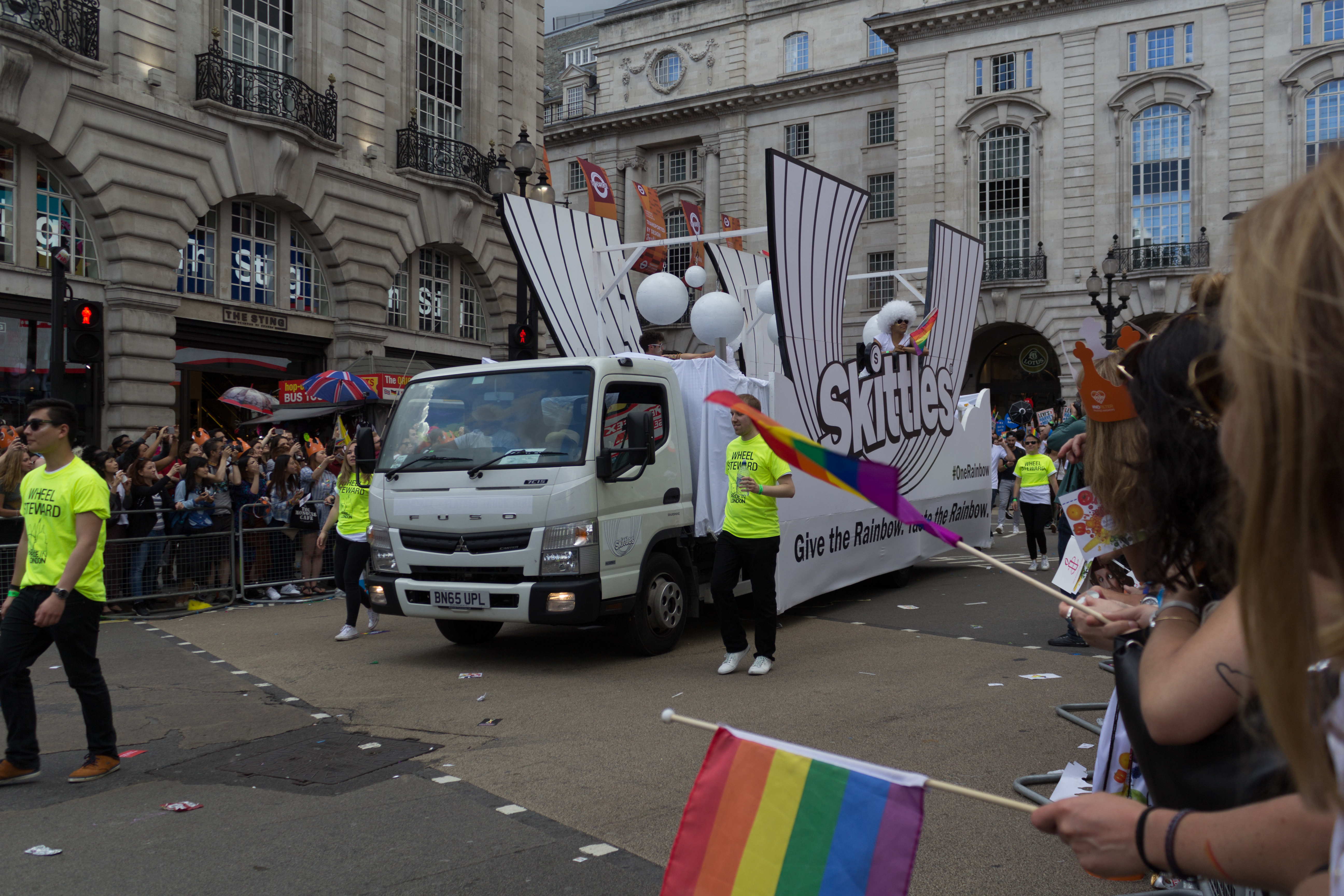
Un carro che pubblicizza le caramelle Skittles durante una parata del pride

L'adattamento capitalista della comunità LGBT ha causato un aumento significativo della tolleranza sociale per la comunità, contribuendo all'espansione dei diritti civili e politici per le persone LGBT. L'immagine pubblica della comunità LGBT è stata influenzata dalla crescente accettazione degli uomini gay nella pubblicità, nell'intrattenimento, nelle tendenze della moda. In questi formati, la comunità LGBT è rappresentata principalmente da uomini gay bianchi più giovani e la rappresentazione LGBT spesso non è rappresentativa della comunità nel suo insieme. Programmi televisivi come Queer Eye hanno ritratto un'identità specifica della comunità gay. Queste percezioni possono anche essere condivise dai membri della comunità LGBT:
Nel periodo pre-gay, la giovinezza è degna di scambio sessuale, ma gli omosessuali anziani non erano stigmatizzati. Con l'estensione del modello gay e l'istituzionalizzazione che ciò comporta, si forma un mercato del sesso in cui uno dei beni più apprezzati per il rapporto sessuale, oltre alla virilità, è la giovinezza. La sopravvalutazione della giovinezza imposta dallo stile gay comporta una sottovalutazione del maschio adulto maturo. — Pink Society, p. 93
La quantità di pubblicità LGBT-friendly e la rappresentazione LGBT nel marketing sono aumentate nei primi anni del 2010 attraverso l'uso di pubblicità di interesse umano, ma questo aumento si è concentrato su intersezioni specifiche di sessualità, classe, età e razza, mentre la maggior parte rimane sottorappresentata. Negli anni '90 e 2000, il termine "metrosexual" è stato spesso utilizzato per commercializzare le tendenze tradizionalmente LGBT agli uomini eterosessuali. Si ritiene che questi concetti abbiano notevolmente beneficiato la comunità LGBT attraverso una maggiore accettazione nella società e l'abbattimento delle norme di genere, contribuendo anche alla perpetuazione degli stereotipi LGBT. 
Il marketing sociale è l'uso intenzionale del marketing per ottenere tolleranza e accettazione sociale. Le aziende hanno spesso il vantaggio di dover soddisfare solo il loro mercato di riferimento piuttosto che la maggioranza del pubblico in generale, come nel caso della politica. Gli individui LGBT hanno anche maggiori probabilità di essere i primi ad adottare nuovi prodotti. Ciò ha portato le aziende ad essere più propense ad accettare individui e comunità LGBT prima del pubblico in generale e delle tutele legali. La maggior parte delle aziende Fortune 500 ha stabilito politiche di non discriminazione entro il 2010 e ha garantito pari benefici alle coppie dello stesso sesso. 

### Politica e movimento LGBT

#### Visioni storiche
I primi movimenti politici moderni che sostenevano le libertà sessuali e i diritti sessuali risalgono all'Età dell'Illuminismo in Europa, durante la quale molte idee tradizionali del medievalismo e del feudalesimo furono messe in discussione. Secondo Michel Foucault, questo periodo vide un allontanamento dalle connotazioni religiose del sesso verso visioni di "innaturalità". 
Il ruolo della sessualità fu dibattuto da scrittori e filosofi dell'epoca. Le opere teatrali di quel periodo trasgredivano le norme di genere, sebbene i temi LGBT fossero spesso impliciti e gli scrittori libertini e gotici a volte sperimentavano la rappresentazione dell'attività omosessuale. Filosofi liberali come Montesquieu e Cesare Beccaria sostenevano i diritti del giusto processo per coloro che erano accusati di sodomia e il marchese de Sade adattò le argomentazioni di John Locke per sostenere l'espressione sessuale come amorale. I commentatori conservatori consideravano questi sviluppi come aventi un "impatto corrotto" sulle donne. I primi movimenti LGBT organizzati si formarono tra la fine del XIX e l'inizio del XX secolo dalle comunità incentrate su settori specifici che si rivolgevano a gruppi LGBT, come i gay bar. 

#### Aspetti economici
Secondo il censimento del 2000, le coppie e gli individui lesbiche, gay e bisessuali negli Stati Uniti hanno le stesse probabilità di essere poveri delle coppie eterosessuali. Il 7% delle coppie di donne dello stesso sesso era in povertà, il 4% delle coppie di uomini dello stesso sesso era in povertà e il 5% delle coppie eterosessuali era in povertà. Dopo aver adattato i dati a varie caratteristiche familiari, le famiglie LGBT hanno maggiori probabilità di essere povere rispetto alle famiglie eterosessuali. Diversi studi condotti negli anni '80 e '90 hanno rilevato che il numero di americani LGBT che hanno subito discriminazioni sul lavoro variava tra il 16% e il 68%. È stato anche scoperto che gli uomini gay guadagnavano dal 10% al 32% in meno rispetto agli uomini eterosessuali con qualifiche simili. È stato scoperto che le persone transgender avevano un alto tasso di disoccupazione e coloro che erano impiegati ricevevano guadagni bassi. 
Nel 21º secolo, il movimento per i diritti degli omosessuali ha prodotto maggiori protezioni per le persone LGBT come lavoratori e come consumatori. Negli Stati Uniti, l'accoglienza della comunità LGBT attraverso meccanismi capitalistici ha portato a protezioni economiche e sociali per la comunità LGBT maggiori di quelle prescritte dalla legge. Nel sistema economico americano, i datori di lavoro sono incentivati a supportare la forza lavoro per ottenere una maggiore efficienza. Questa cooperazione ha portato alla creazione di gruppi di risorse per i dipendenti che consentono il miglioramento organizzativo dell'occupazione LGBT. Le aziende che supportano la diversità sul posto di lavoro hanno maggiori probabilità di proteggere i dipendenti e i dirigenti LGBT oltre quanto richiesto dalla legge. Il capitalismo incentiva anche le aziende a incorporare politiche di uguaglianza sul posto di lavoro per ottenere una maggiore soddisfazione del cliente. Le aziende con politiche di uguaglianza sul posto di lavoro LGBT sono viste più favorevolmente da clienti, dipendenti e partner. Le aziende che implementano queste politiche vedono benefici nella capacità di marketing e nel miglioramento generale delle prestazioni. 

#### Aspetti diplomatici
Il concetto di "omocapitalismo" è l'applicazione delle questioni relative ai diritti degli omosessuali e il coinvolgimento delle comunità LGBT nel commercio internazionale e negli aiuti esteri. Nella maggior parte dei paesi africani, il matrimonio tra persone dello stesso sesso è visto come "empio, non africano, omonegativo, innaturale e inaccettabile", spesso invocando idee religiose del cristianesimo, dell'Islam o delle religioni tradizionali africane. Le nazioni occidentali, come gli Stati Uniti e il Regno Unito, esercitano pressioni politiche e finanziarie affinché questi paesi adottino protezioni legali per le persone LGBT. I paesi che rifiutano di fornire queste protezioni vengono talvolta boicottati dai governi e dai donatori privati. Ciò è in contrasto con i paesi prevalentemente buddisti e indù, dove l'attività omosessuale non è in genere proibita per motivi religiosi. 
Anche i politici di estrema destra, come il politico britannico David Coburn, hanno utilizzato le questioni LGBT e la persecuzione delle minoranze LGBT in altri paesi per sostenere l’omonazionalismo, un termine coniato dal teorico queer Jasbir Puar, si riferisce alla crescente accettazione dei diritti LGBT da parte delle nazioni occidentali, unita alla complicità di individui e organizzazioni LGBT coinvolti nella politica nazionalista. Questa ideologia è nata per la prima volta nel contesto della Guerra al Terrore, quando gli Stati Uniti si sono posizionati come favorevoli agli LGBT in opposizione al mondo musulmano apparentemente omofobo. È stata anche utilizzata dal governo israeliano per giustificare la sua posizione nel conflitto israelo-palestinese, paragonando le sue più forti protezioni dei diritti LGBT a quelle della Palestina. 
Le persone LGBT coinvolte nel movimento americano contro la guerra criticano la comunità LGBT più ampia per la sua tolleranza verso l'attività militare e l'arruolamento militare. Quando la nomina della whistleblower militare Chelsea Manning al consiglio del San Francisco Pride è stata revocata nel 2013, i gruppi LGBT locali hanno organizzato e distribuito petizioni, sostenendo che la revoca era motivata politicamente. Gli attivisti contro la guerra hanno anche criticato i produttori di armi come Axon Enterprise e Raytheon Technologies per aver partecipato al Pride Month. 

### Coinvolgimento aziendale nell'orgoglio LGBT
Le grandi aziende sono diventate più attive negli eventi LGBT Pride all'inizio del 21º secolo. Molte aziende celebrano il mese dell'orgoglio incorporandolo nel marketing ed esprimendo pubblicamente il loro sostegno alla comunità LGBT. Negli Stati Uniti, alcune di queste aziende sono state criticate per aver fatto donazioni per la campagna elettorale ai legislatori che si oppongono ai diritti LGBT. Altre aziende sono state elogiate per aver fornito sostegno materiale alla comunità LGBT durante il mese dell'orgoglio. Kellogg's è stata elogiata per aver celebrato il mese dell'orgoglio donando a GLAAD e presentando contenuti sui pronomi di genere preferiti. Molte aziende rilasciano prodotti a tema orgoglio durante il mese dell'orgoglio e contribuiscono a gruppi LGBT senza scopo di lucro utilizzando i proventi. Adidas, Apple, Disney, Nike, Peloton e altri grandi marchi hanno donato a The Trevor Project e ad altre organizzazioni senza scopo di lucro LGBT nel 2020. 
Molti fattori possono influenzare la presa di posizione di un'azienda sulle questioni LGBT. La protezione dei lavoratori LGBT si traduce in una maggiore soddisfazione lavorativa e in un aumento delle prestazioni. Il sostegno ai diritti LGBT è anche associato alla ricerca di un'immagine pubblica positiva, in particolare per le aziende che hanno un'elevata consapevolezza del marchio. Le persone LGBT all'interno dell'azienda possono anche influenzare il comportamento di un'azienda. La presenza di dipendenti apertamente LGBT in una forza lavoro è correlata al sostegno aziendale ai diritti LGBT e i gruppi di risorse per i dipendenti per i lavoratori LGBT sono talvolta supportati dalle aziende, dando a questi gruppi il coinvolgimento nelle decisioni riguardanti le questioni LGBT. Tale coinvolgimento è stato un fattore nell'abrogazione parziale del Religious Freedom Restoration Act in Indiana e del disegno di legge sui bagni in North Carolina (il nome comune per una legislazione o uno statuto che nega l'accesso ai bagni pubblici in base al genere o all'identità transgender). Molti CEO e dirigenti aziendali sostengono anche personalmente i diritti LGBT e cercano di indirizzare le loro aziende in linea con le loro convinzioni personali.

## Risposta

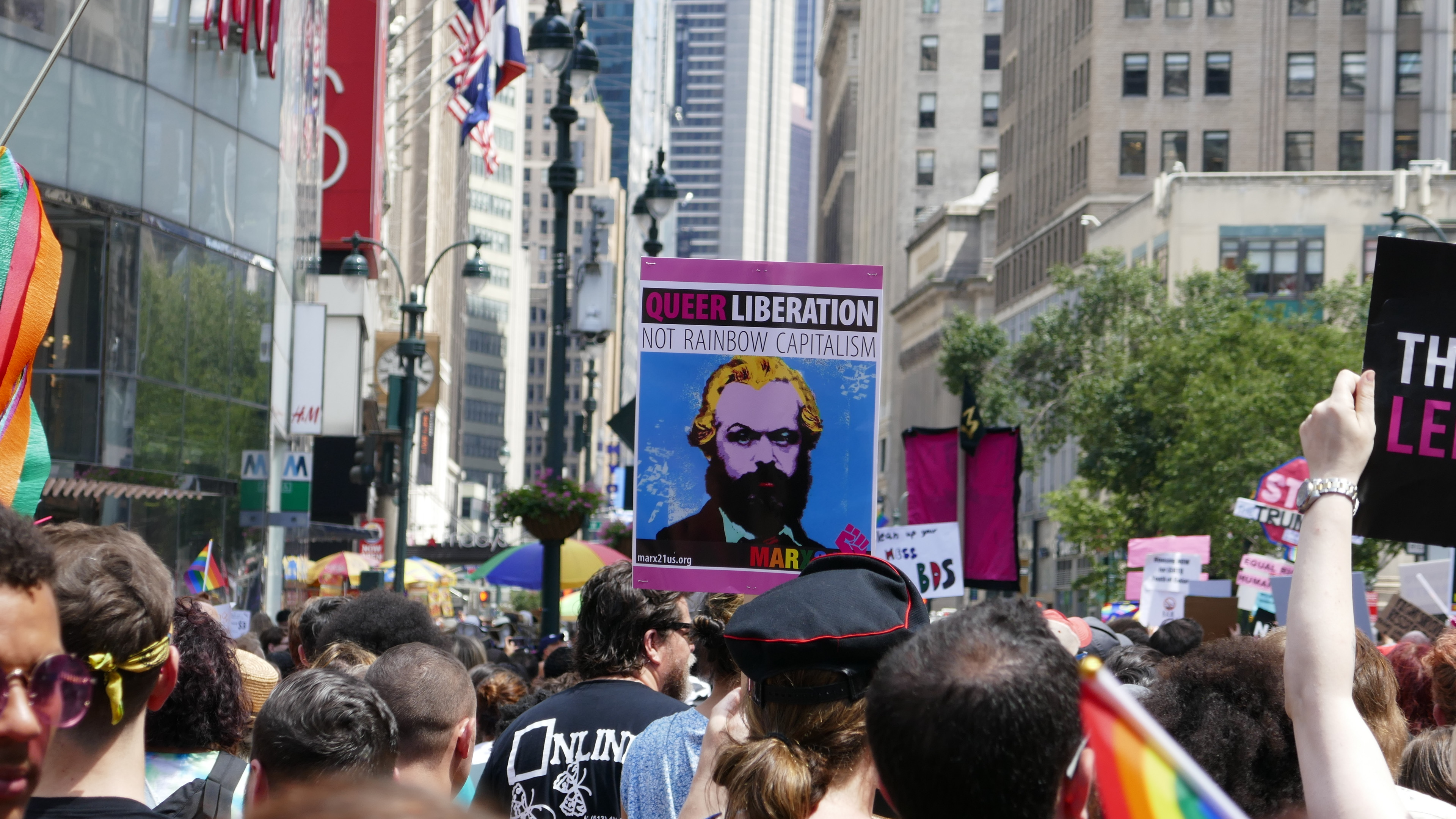
"Queer Liberation, Not Rainbow Capitalism", un cartello esposto alla marcia per la liberazione queer nel 2019 (Queer Liberation March).

### Risposta della politica di destra
Negli Stati Uniti, i politici repubblicani hanno criticato le aziende per aver preso posizioni a favore dei diritti LGBT. Il governatore della Florida Ron DeSantis e altri repubblicani hanno criticato la Disney per essere "woke" dopo aver contestato il Florida Parental Rights in Education Act nel 2022. 

### Respingimento da parte dei gruppi e delle organizzazioni LGBT
Molti gruppi LGBT di sinistra protestano contro il coinvolgimento e il sostegno delle aziende all'LGBT Pride. Quando il Pride Glasgow ha iniziato a far pagare una quota di partecipazione nel 2015, un gruppo di attivisti ha organizzato il Free Pride Glasgow che si è tenuto lo stesso giorno e il giorno del Pride Glasgow ogni anno da allora, come alternativa gratuita che prevedeva la protesta piuttosto che la celebrazione. Durante le proteste per George Floyd del 2020 negli Stati Uniti, alcuni gruppi come The Okra Project hanno criticato le celebrazioni dell'LGBT Pride perché trascuravano i problemi affrontati dalla comunità LGBT afroamericana. 
Dopo l'approvazione del matrimonio gay in Spagna, i membri della comunità LGBT hanno ritenuto che la Pride Parade non fosse più una manifestazione di protesta e stesse diventando un'attività turistica. Dal 2006, ogni anno si sono tenute diverse manifestazioni contro la mercificazione LGBT nei sobborghi di Madrid, chiamate Alternative Pride o Critical Pride (Orgullo Alternativo o Orgullo Crítico). Si è tenuta la prima parata Indignant Pride (Orgullo Indignado), che chiedeva una sessualità diversa indipendentemente dalle prestazioni economiche che avrebbe dovuto tenere conto delle intersezioni di genere, etnia, età e classe sociale oltre ad altre corporazioni non normative.
Il capitalismo arcobaleno è stato criticato come una forma di pinkwashing e tokenismo in cui le aziende come strategia di marketing cercano di migliorare cinicamente la propria reputazione per distrarre da cose come cattive pratiche di lavoro o le loro donazioni a politici anti-LGBT. LGBTQ Nation afferma che "molti marchi che si impegnano nel pinkwashing sono colpevoli di usare la comunità LGBTQ per aumentare le loro pubbliche relazioni e ottenere capitale da 'denaro rosa', il tutto mantenendo pratiche di lavoro ingiuste, processi di assunzione discriminatori e sostenendo organizzazioni anti-LGBTQ". 

### Supporto
I sostenitori di un maggiore coinvolgimento aziendale nell'LGBT Pride affermano che il supporto aziendale alla comunità LGBT può influenzare la legislazione, aumentare l'accesso per le persone LGBT e rafforzare un ampio supporto all'accettazione delle persone LGBT nella società. Nel 2020, The Trevor Project ha scoperto che la maggior parte degli americani LGBT minorenni si sentiva più a proprio agio riguardo alla propria identità sessuale grazie ai marchi che supportano la comunità LGBT. Il 76% degli americani LGBT ha sostenuto la partecipazione aziendale agli eventi del Pride Month, in contrasto con gli organizzatori di molti eventi Pride.